# Philippe Artias
Philippe Artias (Feurs, 3 settembre 1912 – Numana, 28 agosto 2002) è stato un pittore e ceramista francese.

## Biografia e produzione artistica
Formatosi a Saint-Étienne, si diede ad uno stile astratto e geometrico, per passare poi ad una pittura più figurativa. Nel 1950 ebbe occasione di frequentare Picasso a Vallauris, intraprendendo la strada della ceramica. Dagli anni sessanta la duplice attività di ceramista e pittore lo portò ad esporre in numerose personali sia in Francia che nelle Marche, dove si trasferì nel 1976 e dove collaborò con le fornaci Rossicone e Testa.
A seguito della morte, avvenuta nel 2002, fu ricordato con mostre retrospettive a Bagnacavallo (2010), Comacchio (2012) e Saint-Étienne (2013).